# Carcedo de Bureba
Carcedo de Bureba es una localidad, Entidad Local Menor y municipio del partido judicial de Briviesca, comarca de Bureba, provincia de Burgos, Castilla la Vieja, hoy comunidad autónoma de Castilla y León (España). 

## Geografía
La localidad de Carcedo de Bureba, con 10 habitantes en 2007, es la capital del municipio, que comprende además del despoblado de Valdearnedo las localidades de Arconada y Quintana-Urria con 15 habitantes cada una, que son Entidades Locales Menores

### Municipios limítrofes
- Al norte con Abajas y Poza de la Sal.
- Al este con Llano de Bureba y Rojas.
- Al sur con Rublacedo de Abajo y Valle de las Navas.
- Al oeste con Merindad de Río Ubierna.

Con independencia de constituir la capitalidad del municipio forma una Entidad Local Menor cuya alcalde pedáneo es también José Luis Ruiz García (PP).
De dicho Ayuntamiento dependen también las Entidades Locales Menores de Arconada, cuyo alcalde pedáneo es Jesús Ruiz Bujedo (PP), la Entidad Local Menor de Quintana-Urría, cuyo alcalde pedáneo es Eduardo Vadillo Labarga (VOX), y el despoblado pueblo de Valdearnedo.
Tiene un área de 42,45 km².

## Demografía
Carcedo de Bureba cuenta con una población de 37 habitantes (INE 2024).
| Gráfica de evolución demográfica de Carcedo de Bureba entre 1842 y 2021 |
| |
| Población de derecho según los censos de población del INE. Población de hecho según los censos de población del INE.Entre el censo de 1857 y el anterior, crece el término del municipio porque incorpora a Arconada, Quintana Urría y Valdearnedo. Entre el censo de 1897 y el anterior, disminuye el término del municipio porque transfiere Quintana Urría que se integra en Rojas. |

| 1991 |  | 1996 |  | 2001 |  | 2004 |
| ---- |  | ---- |  | ---- |  | ---- |
| 42   |  | 46   |  | 47   |  | 46   |

## Administración y política

### Presupuesto
Para el ejercicio 2007 asciende a 47 586 €.
Alcalde (2007-2.011) Agustín Gutiérrez Conde

## Historia
Villa, en la cuadrilla de Rojas, uno de los siete en que se dividía la Merindad de Bureba perteneciente al partido de Bureba. jurisdicción de realengo con regidor pedáneo.
A la caída del Antiguo Régimen queda constituida como ayuntamiento constitucional del mismo nombre en el partido Briviesca, región de Castilla la Vieja, contaba entonces con 62 habitantes.

### Descripción en el Diccionario Madoz
Así se describe a Carcedo de Bureba en el tomo V del Diccionario geográfico-estadístico-histórico de España y sus posesiones de Ultramar, obra impulsada por Pascual Madoz a mediados del siglo XIX:

CARCEDO DE BUREBA: villa con ayuntamiento en la provincia, audiencia territorial, capitanía general y diócesis de Burgos (6 leguas), partido judicial de Briviesca (3), administración de rentas de Poza; Situada en alto, bien combatida de los vientos y con clima sano. Tiene 26 casas bajas, de un solo piso y escasas comodidades, y otra de mala fábrica, en la que se celebran las sesiones de ayuntamiento; una escuela de primera educación común para los niños de ambos sexos, pobremente dotada; una iglesia parroquial (Santa Eulalia) servida por un cura párroco de igual clase que los demás de la diócesis, y fuera de la villa en paraje convenientemente situado, y 2 fuentecitas denominadas la una Nueva o de Abajo, y la otra Vieja o de Arriba, según la localidad que ocupan; son perennes, sirven para el surtido de los vecinos, y con su sobrante alimentan un arroyo que fertiliza algunos trozos de tierra, antes de desaguar en el río de los Rublacedos. Confina el término por el N con el de Lences; E Quintanilla cabe Rojas; S Rublacedo de Abajo, y O Arconada, distantes todos ¼ legua. El terreno describe varias hondonadas y cortaduras, y es bastante feraz, pero tan poco productivo que no da tierras de primera calidad. Los caminos son locales, ásperos y mal cuidados. Producciones: trigo, centeno, cebada, poco maíz, y bastante manzana, única fruta que se cosecha; cría ganado lanar en corto número, y algo de caza menor. Población: 18 vecinos, 62 almas. Capital productivo: 444.410 reales. Imponible: 22.783 reales. Contribución: 1.191 reales 28 maravedíes.
Diccionario geográfico-estadístico-histórico de España y sus posesiones de Ultramar

## Personas destacadas
- Ruperto García Arce[7] (1908-1936), religioso de los Hermanos de las Escuelas Cristianas con el nombre de Hermano Florencio Miguel  beatificado, junto con otras 498 víctimas de la persecución religiosa durante la guerra civil española, el 28 de octubre de 2007 en Roma.[8]